# Giuseppe Puglisi

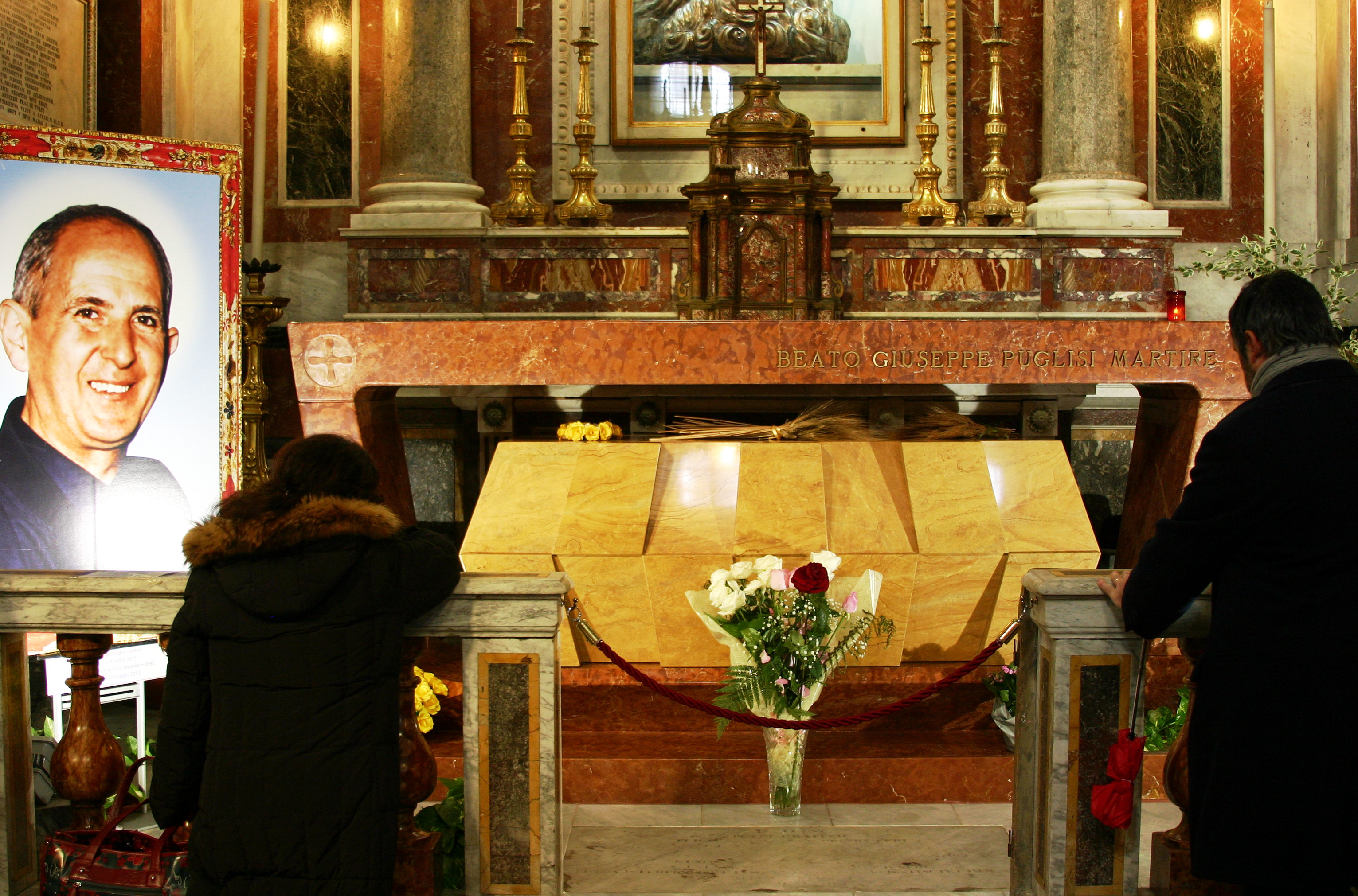
Grabmal von Giuseppe Puglisi in der Kathedrale von Palermo

Giuseppe „Pino“ Puglisi (* 15. September 1937 in Palermo; † 15. September 1993 ebenda) war ein sizilianischer Priester und Anti-Mafia-Aktivist, der wegen seines Engagements ermordet wurde. Er ist ein Seliger der katholischen Kirche.

## Leben
Giuseppe Puglisi wurde 1937 in Palermo als Sohn einer Zuschneiderin und eines Schusters geboren. Der Stadtteil Brancaccio, in dem er zur Welt kam, liegt im Osten Palermos und war ein Armutsviertel, in dem die sizilianische Mafia, die Cosa Nostra, eine absolute Herrschaft ausübte.
Puglisi empfing nach Studium und Seminarzeit 1960 die Priesterweihe. Zu dieser Zeit war das Verhältnis zwischen Kirche und Mafia noch eng und freundschaftlich; beide pflegten einen strikten Antikommunismus und die Kirche wurde von den lokalen Mafia-Größen unterstützt.
Sowohl in der Stadt als auch an verschiedenen Orten in der Provinz Palermo machte sich Padre Puglisi, von allen „Don Pino“ genannt, in den folgenden Jahren einen Namen in der Jugendseelsorge. Die Jugendarbeitslosigkeit war und ist auf Sizilien sehr viel höher als im Norden Italiens. 1991 kehrte Puglisi nach Brancaccio zurück, wo er eine Jugendgruppe und eine Lesegruppe gründete und ein Gemeindezentrum aufbaute. Die Jugendlichen des Viertels waren zu großen Teilen perspektivlos und gerieten so in den Dunstkreis des organisierten Verbrechens. Puglisi bekämpfte den Drogenhandel und bei seinen Predigten in der Kirche von Brancaccio, San Gaetano, griff er die Cosa Nostra und ihre dortigen Vertreter, die oft auch während der Messe anwesend waren, an. Er verurteilte scharf die Brüder Filippo und Giuseppe Graviano, die die Mafiafamilie von Brancaccio leiteten. Er scheute sich auch nicht, die Korruption in der Stadtverwaltung anzuprangern und Namen zu nennen. So geriet er zunehmend in Konflikt mit der Cosa Nostra, die ihre Macht bedroht sah.
Im Mai 1993 besuchte Papst Johannes Paul II. Sizilien. In einer spontanen Predigt im Tal der Tempel in Agrigent verurteilte er die Mafia und ihre Verbrechen.
Am Abend des 15. September – seinem 56. Geburtstag – wurde Padre Puglisi vor seiner Haustür von zwei Mafiosi erschossen. Einer der Mörder, der später verhaftet wurde, sagte beim Prozess aus, Padre Puglisi habe sie vor seinem Tod angelächelt und gesagt: „Damit hatte ich gerechnet.“

## Seligsprechung
Die römisch-katholische Kirche leitete ein Verfahren zur Seligsprechung von Padre Puglisi ein, das am 28. Juni 2012 mit der Zustimmung Papst Benedikts XVI. zur Verkündung des Dekrets durch die Kongregation für die Selig- und Heiligsprechungsprozesse abgeschlossen wurde. Die Seligsprechung wurde am 25. Mai 2013 im Foro Italico in Palermo durch den Erzbischof von Palermo, Kardinal Paolo Romeo, und dessen Vorgänger, Kardinal Salvatore De Giorgi, vollzogen.

## Nachwirkung
Don Pinos Einsatz für die Ärmsten (und damit gegen die Mafia) wurde für viele Sizilianer zum Vorbild. Aus dieser Bewegung entstanden mehrere Einrichtungen der Jugendhilfe und der Sozialarbeit, die nach ihm benannt sind. Don Pino prägte unter anderem den jungen Priester Corrado Lorefice, den späteren Erzbischof von Palermo.
Im Jahr 2005 wurde Padre Puglisis Leben und Tod von Roberto Faenza unter dem Titel Alla luce del sole („Am hellichten Tag“) mit Luca Zingaretti in der Hauptrolle verfilmt. Der Titel bezieht sich auf die Tatzeit und die Tatsache, dass sich keine Zeugen fanden, obwohl der Mord an einer belebten Piazza stattfand.
Im Januar 2014 setzte Pippo Pollina, der in Palermo geborene italienische Liedermacher, dem mutigen Don Pino ein Denkmal mit seinem Lied E se ognuno fa qualcosa („Wenn jeder etwas tut“) auf seinem Album L’appartenenza („Die Zugehörigkeit“).